# Lauritzenia glabra
Lauritzenia glabra är en kvalsterart som beskrevs av Pérez-Íñigo och Baggio 1996. Lauritzenia glabra ingår i släktet Lauritzenia och familjen Haplozetidae. Inga underarter finns listade i Catalogue of Life.